# Je suis bien content
Je Suis Bien Content ou JSBC est un studio d'animation et une maison de production d'animation française fondé en 1996 par Franck Ekinci et Marc Jousset.

## Production
Le studio réalise des courts métrages, longs métrages, séries télévisées, clips, habillages et publicité et se distingue[non neutre] par la production de nombreux courts d'animation d'artistes réputés dans ce milieu.

## Filmographie

### Longs métrages
- 2007 : Persépolis de Vincent Paronnaud et Marjane Satrapi.
- 2012 : Le Jour des corneilles de Jean-Christophe Dessaint.
- 2015 : Avril et le monde truqué de Franck Ekinci et Christian Desmares.
- 2022 : Les Secrets de mon père de Véra Belmont.
- 2023 : Mars Express de Jérémie Périn.

### Courts métrages
- Zob de Moor (1997), de Franck Guillou et François Perreau ;
- Les Monstres (2000) de Franck Ekinci, David Garcia, Pierre Minoux et Damien Ba.
- Lagrimas negras (2000), de Pascal David, Marc Jousset et Jean-Charles Finck ;
- Raoul et Jocelyne (2001), de Serge Élissalde ;
- Le Petit Vélo dans la tête (2002), de Fabrice Fouquet ;
- La Boutik (2002), de Céline Fakhouri et Isabelle Guillaume ;
- Un séjour (2004), de Catherine Buffat et Jean-Luc Gréco ;
- Raging Blues (2004), de Vincent Paronnaud et Lyonnel Mathieu ;
- Bonsoir Monsieur Chu (2005), de Stéphanie Lansaque et François Leroy ;
- Irinka et Sandrinka (2007), de Sandrine Stoïanov et Jean-Charles Finck ;
- Ponchour (2007), de Franck Guillou ;
- Fêlures (2007), de Nicolas Pawlowski et Alexis Ducord ;
- O'Moro (2008), de Chritsophe Calissoni
- Mei Ling (2009) de Stéphanie Lansaque et François Leroy ;
- L'Employé du mois (2010) de Clément Cornu
- Fleuve rouge (2011), de Stéphanie Lansaque et François Leroy ;
- Il était une fois l'huile (2011), de Vincent Paronnaud ;
- Les Chroniques de la poisse (2012), d'Osman Cerfon ;
- El Terrible el Bubar (2014), de Franck Guillou et Franck Bonnet ;
- La Générale du Veau (2014), de Franck Guillou ;
- Smart Monkey (2014), de Vincent Paronnaud et Nicolas Pawlowski ;
- La Chair de ma chère (2014), de Calvin Antoine Blandin ;
- Café froid (2015) de Stéphanie Lansaque et François Leroy ;

### Séries télévisées
- CO2 (2004-2008), de Franck Ekinci, Marie-Cécile Labatut et Michaël Armellino ; 26 épisodes de 2 minutes en 2004, 39 épisodes en 2006 et 36 en 2008 ;
- L'Île à Lili (2006), de Fabien Limousin ;
- Histoires comme ça, de Jean-Jacques Prunès ; 10 épisodes de 12-13 minutes tirés de Histoires comme ça de Rudyard Kipling ;
- En grande forme (2010) ;
- Nini Patalo (2010, 2013), 78 épisodes (2 saisons) de 7 minutes : adaptation de la BD de Lisa Mandel
- Molusco (2014), de Fabien Limousin, Frédéric Azémar, et Emmanuelle Fleury
- Lastman (2016), de Jérémie Périn

### Séries d'animation
- Roger (2018), de Renaud Martin et Franck Ekinci
- Bestioles Motel (2019), de Jean-Paul Guigue et Yann Provost